# 35기 롯데배 최고위전
35기 롯데배 최고위전은 부산일보가 주최하고 한국기원 소속 전문기사로 참가한 국내 기전이다. 도전 5번기 에서는 최고위 이창호 七단을 도전자 조훈현 九단이 3:0으로 꺾고 완봉하며 완봉 우승을 차지하며 3연패하여 통산 6회 우승을 달성했다. 

### 참가자격
- 한국기원 소속 전문기사

### 대국방법
- 제한시간 : 예선 및 본선 3시간 ,도전자결정전 4시간, 도전 5번기 5시간
- 덤 : 5집반(0.5집승)

## 대국 결과
| 대진               | 연도   | 대국일자  | 승자        | 패자        | 결과             | 기보 |
| ------------------ | ------ | --------- | ----------- | ----------- | ---------------- | ---- |
| 도전자결정전 제1국 | 1995년 | 11월 30일 | 서봉수 九단 | 조훈현 九단 | 330수 흑 반집승  |      |
| 도전자결정전 제2국 | 1995년 | 12월 19일 | 조훈현 九단 | 서봉수 九단 | 161수 흑 불계승  |      |
| 도전자결정전 제3국 | 1996년 | 1월 17일  | 조훈현 九단 | 서봉수 九단 | 257수 흑 2집반승 |      |
| 도전 1국           | 1996년 | 2월 16일  | 이창호 七단 | 조훈현 九단 | 242수 백 5집반승 |      |
| 도전 2국           | 1996년 | 3월 9일   | 이창호 七단 | 조훈현 九단 | 223수 흑 1집반승 |      |
| 도전 3국           | 1996년 | 4월 3일   | 이창호 七단 | 조훈현 九단 | 144수 백 불계승  |      |
| 도전 4국           | 1996년 | 4월 일    |             |             |                  |      |
| 도전 5국           | 1996년 | 4월 일    |             |             |                  |      |